# محمية إرزي الطبيعية
محمية إرزي الطبيعية (بالروسية: Эрзи заповедник) هي محمية طبيعية شديدة روسية تقع على المنحدر الشمالي لجبال القوقاز الكبرى في حوض دزرايسكي أسينسكي، بجوار حافة روكي (خط من الجبال متوسطة الارتفاع يمتد بالتوازي مع التلال الرئيسية للقوقاز، ولكن إلى الشمال فقط). تشمل الأنهار في المحمية آسا وأرمخي التي تتفرع من نهر تيريك. الثلث الشمالي من الأراضي غابات، ومنطقة التلال هي مروج ألبية وسهوب جبلية. هناك أكثر من 160 موقعًا تاريخيًا وثقافيًا أيضًا تتك حكايتها داخل المحمية - الأبراج القتالية والمعابد ومسالك المقابر والبساتين المقدسة والهياكل من الثقافات القديمة والعصور الوسطى وما بعدها، والعديد من السكان الإنغوش. تقع المحمية في منطقة دزرايسكي في إنغوشيا.

## النباتات والحيوانات
حوالي ثلث المحمية مشجرة، معظمها في المنحدرات الشمالية السفلية. الغابات في الغالب من أشجار البلوط، والزان. تشمل الشجيرات في المستوى المتوسط االغاسول والصفصاف والألدر الرمادي وفي إنتشار واسع للبندق. عند الاقتراب من منطقة تحت جبال الألب، يظهر شجر الورد القوقازي. [5] ويوجد حزام من سهول الغابات الجبلية على ارتفاع 2000 متر ولكن تحت المنطقة الألبية على ارتفاع 2500 متر، وهي: سهوب من عشبة القمح والشيح في تربة مروج ضحلة.
حتى عام 2016، تم تسجيل 115 نوعًا من الطيور، 60 نوعًا من الثدييات (15 من ذوات الحوافر، و 10 من الخفافيش ، و 20 من القوارض).